# Lenvik
Lenvik (samisch Leaŋgáviika) ist eine ehemalige Kommune in Nordnorwegen in der Provinz (Fylke) Troms. Im Rahmen der Kommunalreform in Norwegen ging Lenvik zum 1. Januar 2020 in die neu geschaffene Kommune Senja über.
Sie lag teils auf dem norwegischen Festland, teils auf der Insel Senja, die über eine Brücke mit dem Verwaltungssitz Finnsnes (rund 4300 Einwohner) auf dem Festland verbunden ist. Weitere Siedlungen sind Silsand, Gibostad, Botnhamn und Finnfjordbotn.

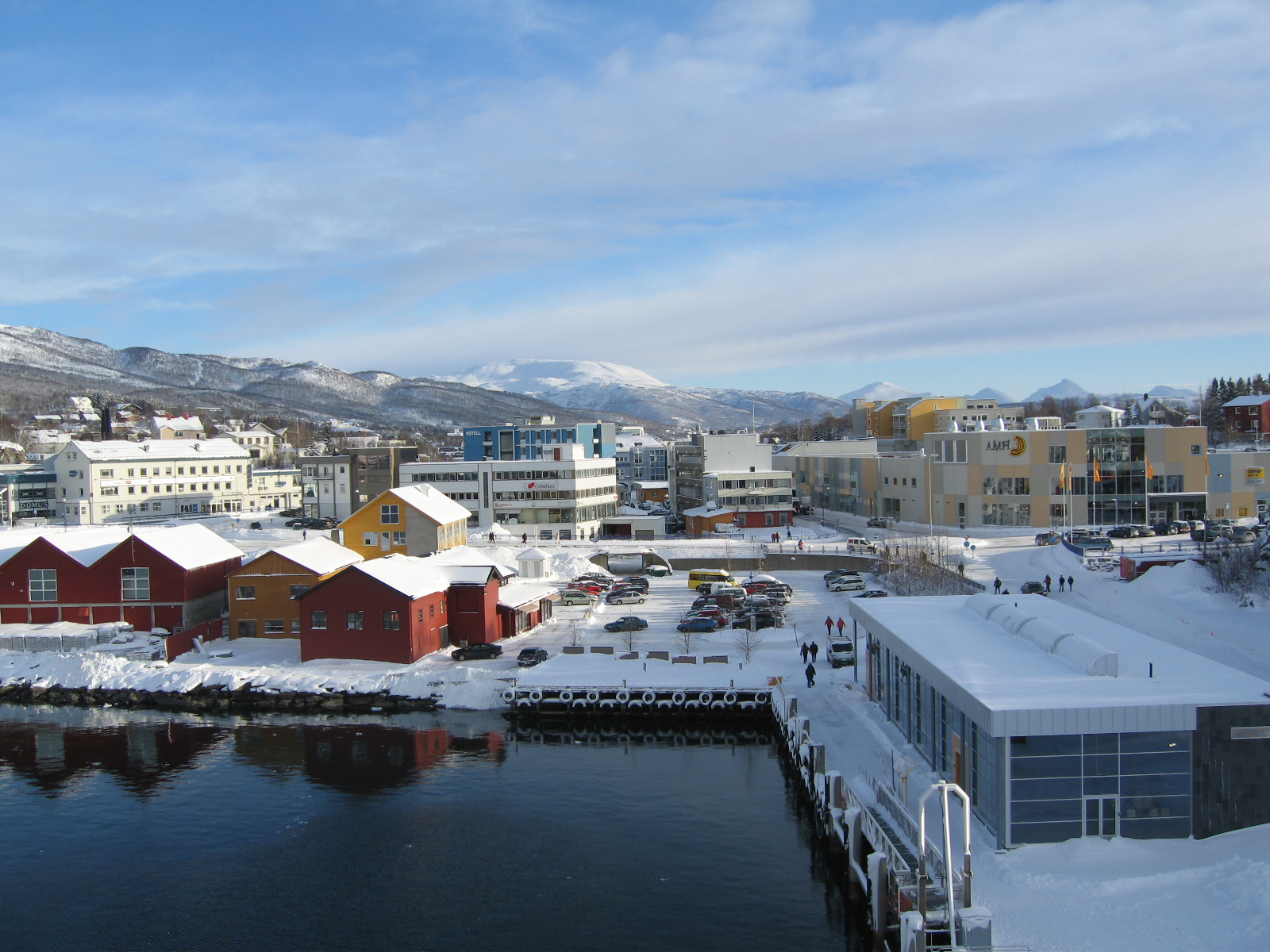
Zentrum von Finnsnes
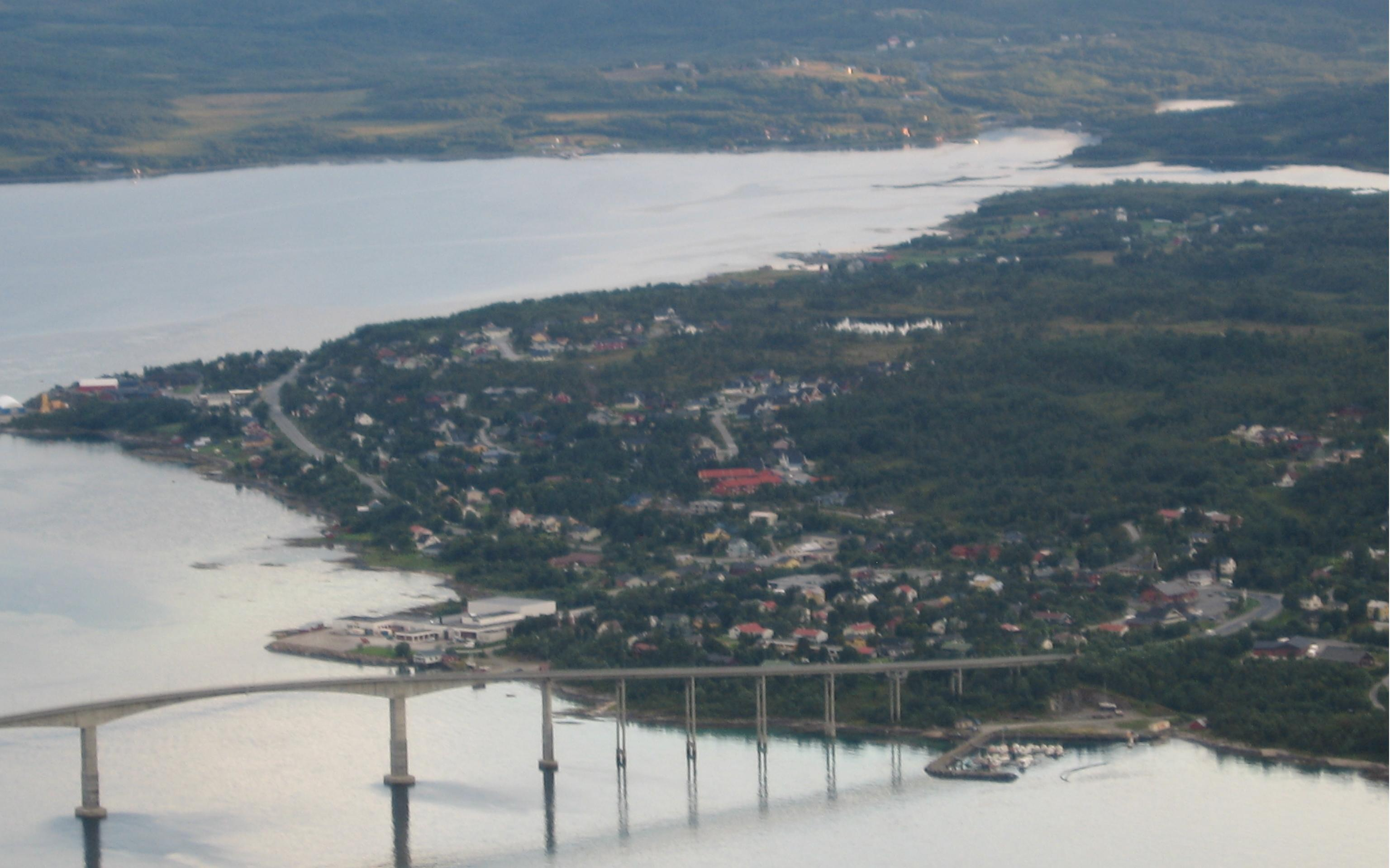
Blick über Silsand mit Gisund-Brücke
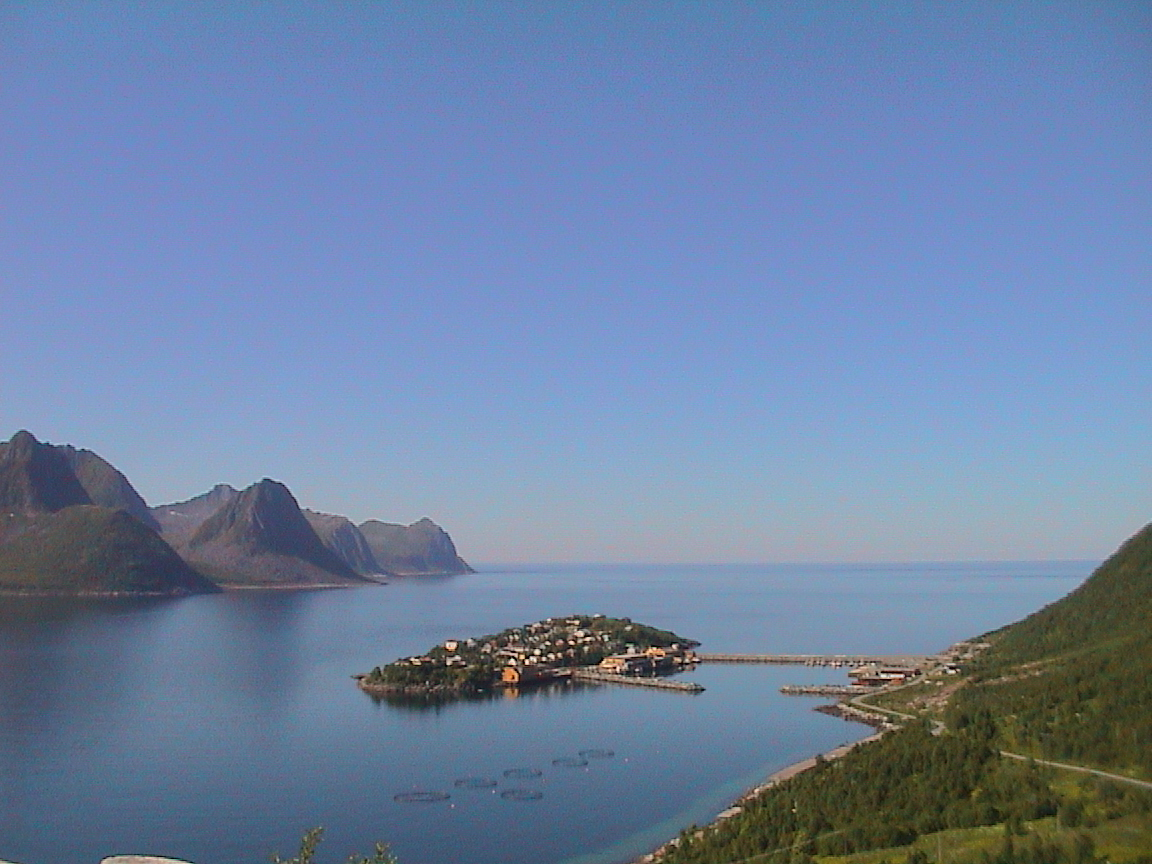
Husøy im Norden von Senja